# Surjektiv
En afbildning {\displaystyle \phi :A\to B} kaldes surjektiv på {\displaystyle B}, og vi siger, at {\displaystyle \phi } er en surjektion af {\displaystyle A} på {\displaystyle B}, hvis {\displaystyle \phi (A)=B}.
Det vil sige, hvis der til hvert element {\displaystyle y\in B} findes mindst ét element {\displaystyle x\in A},
sådan at {\displaystyle \phi (x)=y}.
Formelt: {\displaystyle \forall y\in B\exists x\in A:\phi (x)=y}.